# Florinda
Florinda ist ein weiblicher Vorname.

## Herkunft und Bedeutung
Der Name stammt aus dem spanischen und leitet sich von flor für Blüte ab.

## Bekannte Namensträgerinnen
- Florinda Bolkan (* 1941), brasilianische Schauspielerin